# Carl Peter Thunberg
Carl Peter Thunberg (11 de novembre de 1743 - 8 d'agost de 1828) era un naturalista suec i un "Apòstol" de Carl Linnaeus. Se l'ha anomenat «el pare de botànica sud-africana» i el «Linnaeus Japonès».

## Biografia
Thunberg va néixer a Jönköping, i va esdevenir un alumne de Carl von Linné a la Universitat d'Uppsala. Allà va estudiar filosofia natural i medicina, i va obtenir la graduació el 1767. El 1770, va marxar de Suècia a París, per continuar els seus estudis en història de la medicina i història natural.
El 1771, durant una estada a Amsterdam i Leiden, va estudiar els seus jardins botànics i museus. Va estar convidat a visitar les colònies neerlandeses i el Japó per recollir espècimens per als jardins botànics neerlandesos. Va marxar el desembre de 1771, com cirurgià del vaixell de Companyia Neerlandesa de les Índies Orientals. Després de la seva arribada a Ciutat del Cap es va quedar allà durant tres anys per tal d'aprendre la llengua neerlandesa i poder fer-se passar per neerlandès, atès que al Japó en aquella època només estava obert als comerciants neerlandesos protestants. També va esdevenir doctor en medicina. Durant les seves tres expedicions a l'interior, va recollir un nombre significatiu d'espècimens tant de flora com de fauna.
Thunberg posteriorment va navegar a Java el març de 1775, quedant-se a Batavia durant dos mesos.

## Japó

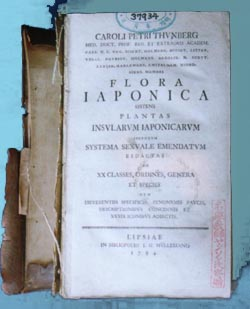
Flora Japonica

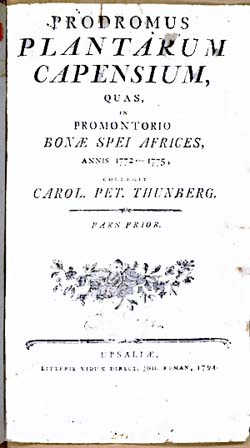
Prodromus Plantarum

L'agost de 1775 va arribar a la factoria neerlandesa del Companyia Holandesa de les Índies Orientals (V.O.C. o Verenigde Oost-Indische Compagnie) a Dejima, una petita illa artificial (120 per 75 metres) a la Badia de Nagasaki, connectada a la ciutat per un senzill pont. Va ser nomenat cirurgià en cap (1775-1776) d'aquesta estació comercial. Però, com neerlandès, a penes se li permetia marxar de l'illa. No obstant això, era un dels pocs autoritzats a dirigir una investigació botànica a terra.
Per obtenir més espècimens, intercanviava els seus coneixements de medicina europea amb els intèrprets japonesos per a espècimens nous. A meitat de 1776 finalment li permeteren acompanyar al director de l'assentament neerlandès al shōgun a Edo (el nom vell de Tòquio). Durant aquest viatge, va poder recollir moltes plantes japoneses. Les seves activitats científiques van permetre la primera descripció detallada de la flora i fauna del Japó: "Flora Japonica". Moltes de les plantes a les que va donar l'epítet "japonica" eren de fet plantes xineses que s'havien introduït al Japó, i moltes plantes que va descriure com a silvestres eren de fet plantes de jardí.
També va escriure sobre les seves aventures del seu viatge la seva estada al Japó al llibre "Viatges de C.P. Thunberg al Japó pel cap de Bona Esperança i illes de la Sonda". Esbossava una visió fosca de la seva estada a Dejima. En aquest llibre també presentava uns quants aspectes de vida diària al Japó.
Thunberg va deixar Japó el novembre de 1776. Després d'una curta estada a Java va arribar a Colombo (Ceilan, actualment Sri Lanka) el juliol de 1777. Va fer diversos viatges, per exemple a l'assentament neerlandès de Galle, recol·lectant nombroses plantes.

## Retorn a Suècia
El febrer de 1778, Thunberg va marxar de Ceilan cap a Amsterdam, passant pel Cap i quedant-se allà dues setmanes. Finalment va arribar a Amsterdam l'octubre de 1778. El 1776, Thunberg va ser elegit membre de l'Reial Acadèmia Sueca de Ciències.
Va retornar a Suècia el 1779. Però abans va fer un curt viatge a Londres on va conèixer Joseph Banks. Allà va veure la col·lecció japonesa des de 1680 del naturalista alemany Engelbert Kaempfer (1651-1716), que l'havia precedit a Dejima. També va conèixer Forster, qui el va mostrar les seves col·leccions obtingudes durant el segon viatge de Cook.
En arribar a Suècia el març de 1779 va ser informat de la mort de Linnaeus, un any abans. Va estar nomenat primer demostrador botànic el 1777, i el 1781 professor de medicina i de filosofia natural a la Universitat d'Uppsala. Les seves publicacions i espècimens varen aportar molts taxons nous.
Va publicar el seu Flora japonica el 1784, i el 1788 va començar a publicar els seus viatges. Va completar el seu plantarum Prodomus el 1800, el seu Icones plantarum japonicarum el 1805, i el seu Flora capensis el 1813. Va publicar nombroses memòries de moltes societats científiques sueques i altres, de seixanta-sis dels quals era un membre honorífic.
Va morir a Thunaberg prop d'Uppsala el 8 d'agost de 1828.
Un gènere de plantes tropicals (Thunbergia, famíliaAcantàcia), que es conrea com a planta enfiladissa perenne, porta el seu nom.
El nom "Thunberg" apareix en 254 espècie de plantes i animals (significativament més plantes que animals).

## Publicacions seleccionades
Botànica
- Flora Japonica (1784)
- Edo travel accompaniment.
- Prodromus Plantarum Capensium (Uppsala, vol. 1: 1794, vol. 2: 1800)[1]
- Flora Capensis (1807, 1811, 1813, 1818, 1820, 1823)
- Viatges de C.P. Thunberg al Japó pel cap de Bona Esperança i illes de la Sonda, etc.
- Icones plantarum japonicarum (1805)

Entomologia
- Donationis Thunbergianae 1785 continuatio I. Museum naturalium Academiae Upsaliensis, pars III, 33–42 pp. (1787).
- Dissertatio Entomologica Novas Insectorum species sistens, cujus partem quintam. Publico examini subjicit Johannes Olai Noraeus, Uplandus. Upsaliae, pp. 85–106, pl. 5. (1789).
- D. D. Dissertatio entomologica sistens Insecta Suecica. Exam. Jonas Kullberg. Upsaliae, pp. 99–104 (1794)..